# 기원전 93년

## 연호
- 전한(前漢) 태시(太始) 4년

## 기년
- 전한(前漢) 무제(武帝) 48년